# Vicente Costa

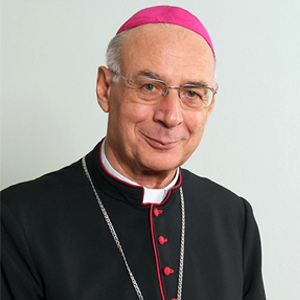
Vicente Costa (2014)

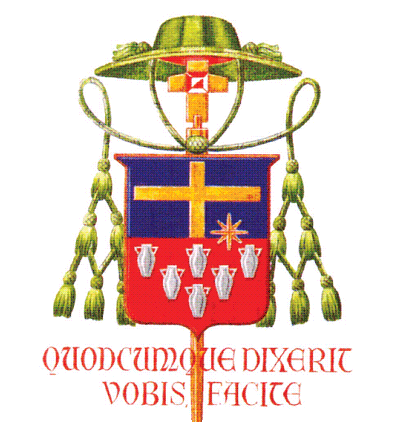
Bischofswappen von Vicente Costa

Vicente Costa (* 1. Januar 1947 in Birkirkara, Northern Harbour) ist ein maltesischer Geistlicher und emeritierter römisch-katholischer Bischof von Jundiaí.

## Leben
Vicente Costa empfing am 17. Dezember 1972 das Sakrament der Priesterweihe für das Erzbistum Malta.
Am 1. Juli 1998 ernannte ihn Papst Johannes Paul II. zum Titularbischof von Aquae Flaviae und bestellte ihn zum Weihbischof in Londrina. Der Erzbischof von Maringá, Murilo Sebastião Ramos Krieger SCJ, spendete ihm am 19. September desselben Jahres die Bischofsweihe; Mitkonsekratoren waren der emeritierte Erzbischof von Maringá, Jaime Luiz Coelho, und der Erzbischof von Londrina, Albano Bortoletto Cavallin.
Am 9. Oktober 2002 ernannte ihn Johannes Paul II. zum Bischof von Umuarama. Die Amtseinführung erfolgte am 13. Dezember desselben Jahres. Papst Benedikt XVI. bestellte ihn am 30. Dezember 2009 zum Bischof von Jundiaí. Am 7. März 2010 fand die Amtseinführung statt.
Papst Franziskus nahm am 15. Juni 2022 das von Vicente Costa aus Altersgründen vorgebrachte Rücktrittsgesuch an.